# 维奥丽卡·约扎
维奥丽卡·约扎（羅馬尼亞語：Viorica Ioja，1962年2月26日—），罗马尼亚女子赛艇运动员。她曾代表罗马尼亚参加1984年夏季奥林匹克运动会赛艇比赛，获得一枚金牌和一枚银牌。